# Awás
Los awá (Guajá) son un pueblo indígena de cazadores-recolectores y horticultores itinerantes, que habitan en el estado de Maranhão, nordeste de Brasil. 
Se aislaron desde el siglo XIX para evadir las incursiones de los colonos. Han sufrido sin embargo varias masacres y asaltos. Además, los primeros grupos contactados sufrieron una reducción de la población, especialmente por el contagio de enfermedades. Son un pueblo en peligro. La proporción de hombres y mujeres es ahora de 2 a 1, a lo que han respondido con la poliandria.
Actualmente son 350 personas que habitan en las tierras indígenas de Alto Turiaçu (530.520 ha) y Caru (172.667 ha) y se conocen tres comunidades aisladas denominadas Awá, Guajá y Juriti. viven de la caza, la pesca, la recolección de diversos frutos silvestres, especialmente el babaçu, de la palma Attalea speciosa; y además de cosechar los productos de sus huertos, como yuca, batata y frutales.
Awá en su idioma significa gente. Hablan una lengua de la familia tupí-guaraní

## Los awás de Brasil
Los awá son un pueblo indígena en peligro de secuestro que vive en la parte este de la selva tropical de Brasil, cerca del amazonas. Originariamente un pueblo indígena sedentario; los awá adoptaron un estilo de vida nómada alrededor de 1800 para escapar de las incursiones de los europeos. Durante el siglo XX aumentaron mucho los ataques de los colonos de la región, que talaron la mayoría de la selva de su tierra. A partir de amediados de los años 80`s, los awá se trasladaron a asentamientos establecidos por el Gobierno, pero han sido capaces de mantener su forma de vida en muchos aspectos, viviendo completamente de la selva, en grupos nómadas de unas docenas de personas, con poco o ningún contacto con el mundo exterior.  
En 1982, el Gobierno brasileño recibió un préstamo de 900 millones de dólares del Banco Mundial y de la Unión Europea. Una de las condiciones del préstamo fue que las tierras de pueblos indígenas (entre ellos los awá) fueran demarcadas y protegidas. Esto fue especialmente importante para los awá, porque su selva estaba siendo invadida por cada vez más foráneos. Hubo muchos casos de matanzas de indígenas por parte de los colonos y, además, la selva de la que dependen fue destruida por la tala y el aprovechamiento de tierra para la agricultura. Sin la intervención del Gobierno, parecía muy probable que los awá y su cultura ancestral se extinguiesen. 
El Gobierno brasileño fue extraordinariamente lento en cumplir con su compromiso. Fueron necesarios 20 años de presión sostenida por organizaciones activistas como Survival International y Forest Peoples Programme antes de que en 2003 la tierra awá fuera demarcada finalmente. 
Se estima que en la actualidad hay 360 awás contactados en cuatro comunidades, y entre un 20 y un 30% más que viven aislados y mantienen su modo de vida nómada cazador-recolector:(omnívoro).

## Problemas actuales
Aunque el territorio de los Awá esté legalmente protegido, colonos y madereros ilegales han invadido la selva donde vive la tribu: los invasores abren carreteras, cazan los animales de los que dependen los indígenas y los exponen a enfermedades y violencias brutales. La tierra ancestral de la tribu se ha reducido cada vez más a causa de esta invasión destructiva e ilegal: imágenes satelitales revelan que desde 1985 ha sido destruida más del 30% de la selva; en 2009 el territorio Awá sufrió la tasa más alta de deforestación de todo el conjunto de  territorios indígenas de la Amazonía.
Los indígenas que viven en aislamiento son particularmente vulnerables a los ataques, pues no cuentan con las defensas inmunitarias necesarias para combatir las enfermedades que vienen del exterior. A diferencia de otros pueblos de la Amazonía, los Awá ya no tienen lugar para refugiarse. Numerosos testimonios han relatado que muchos de sus miembros no contactados han sido asesinados por los madereros y ganaderos, aunque no se dispone de datos recientes para confirmarlo, pues los indígenas no construyen casas (que se podrían localizar con vuelos de reconocimiento) y muchos de los contactos no son denunciados, probablemente por temor a represalias.
Según algunas reseñas de prensa, en 2011 algunos madereros ilegales quemaron viva una niña de 8 años que paseaba cerca de su aldea.
Survival International, organización que impulsó una campaña a escala internacional con el objetivo de frenar las invasiones y expulsar a los colonos para la protección de los awá  los definió como “la tribu más amenazada de la tierra”. En abril de 2012, la organización lanzó una campaña internacional para pedir al Ministro de la Justicia brasileño, competente en estos asuntos, proteger efectivamente las tierras y las vidas de los Awá. La campaña contó con la colaboración del actor ganador de un Óscar, Colin Firth, quien narra a modo testimonial un corto documental sobre la dramática situación de la tribu. Después de dos años, en abril de 2014, el gobierno brasileño afirmó que todos los invasores habían sido expulsados del territorio de los Awá; de hecho en enero, había sido enviado un escuadrón de cientos de agentes de seguridad para expulsar a los madereros y ganaderos ilegales. Según el director general de Survival International, Stephen Corry, “En estos momentos no estaríamos asistiendo a un éxito tan admirable como este de no ser por la campaña pública, que ha presionado al Gobierno de Brasil para que actúe. Esta es una prueba precisa de que una oleada de apoyo público es la forma más eficaz de garantizar la supervivencia de los pueblos indígenas y tribales. Los simpatizantes de los awás en todo el mundo deben mantener ahora la presión para asegurar que se adoptan medidas adecuadas para mantener alejados a los invasores”.